# Tahina spectabilis
Tahina spectabilis là loài thực vật có hoa thuộc họ Arecaceae. Loài này được J.Dransf. & Rakotoarin. mô tả khoa học đầu tiên năm 2008.

## Hình ảnh

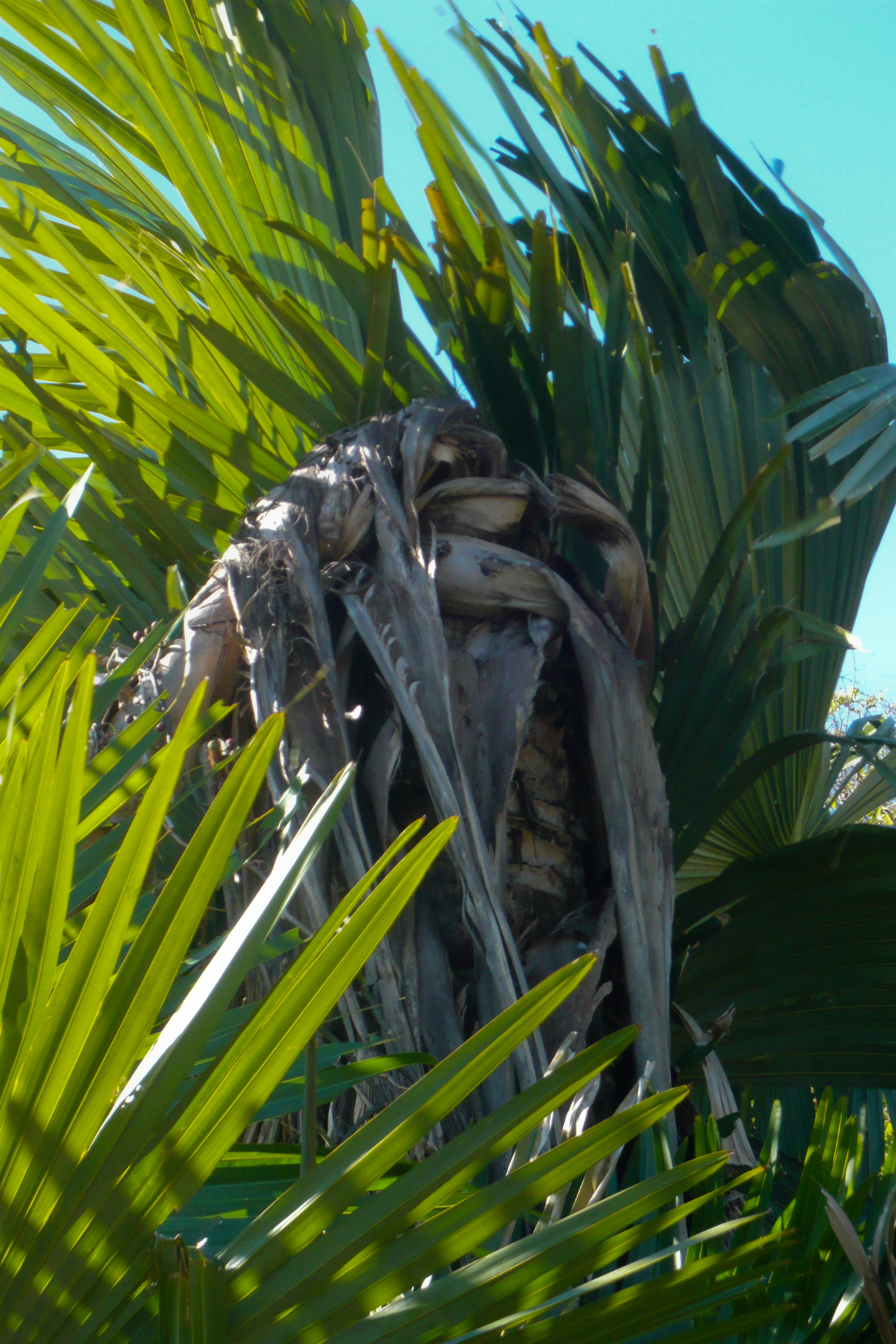
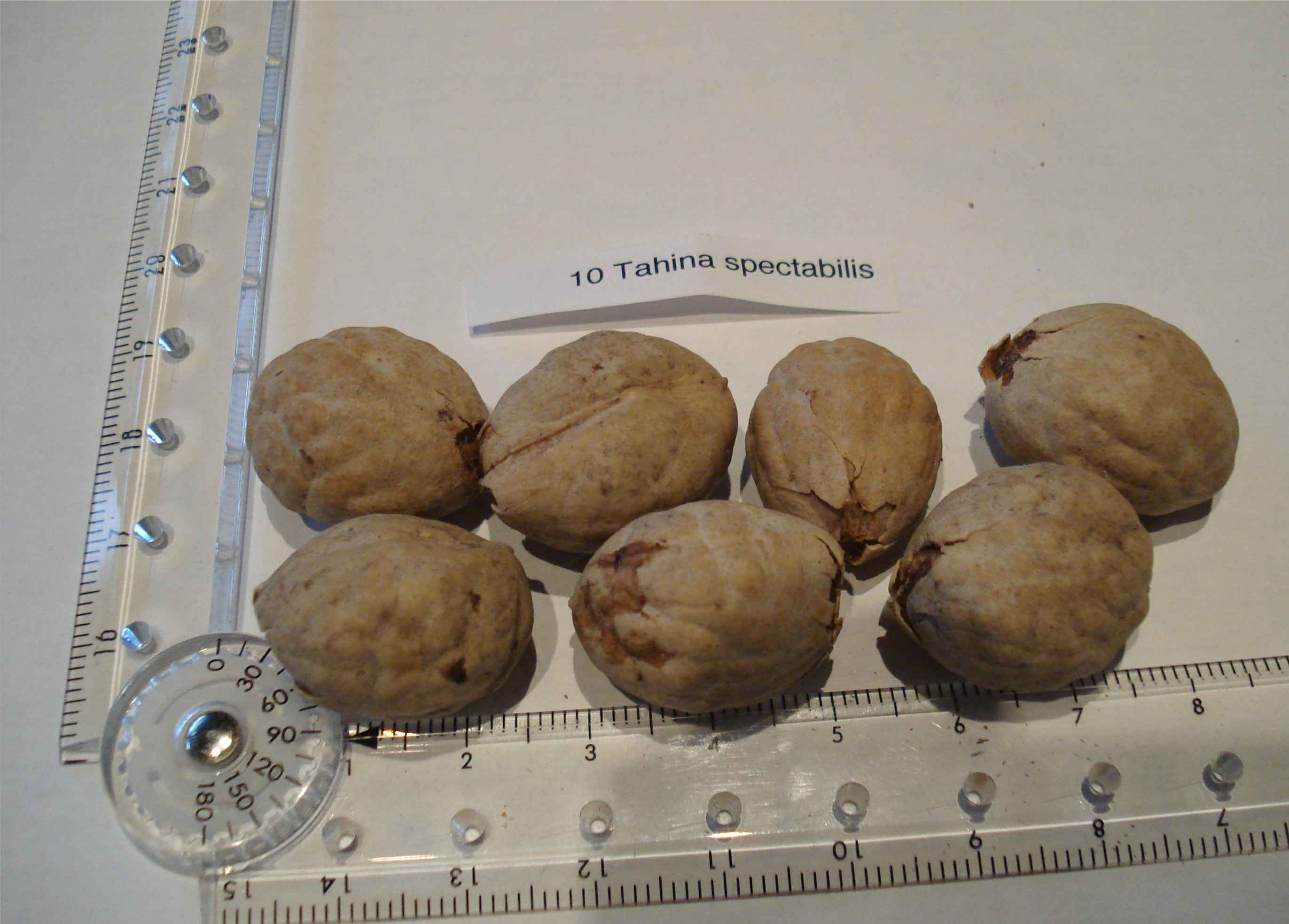
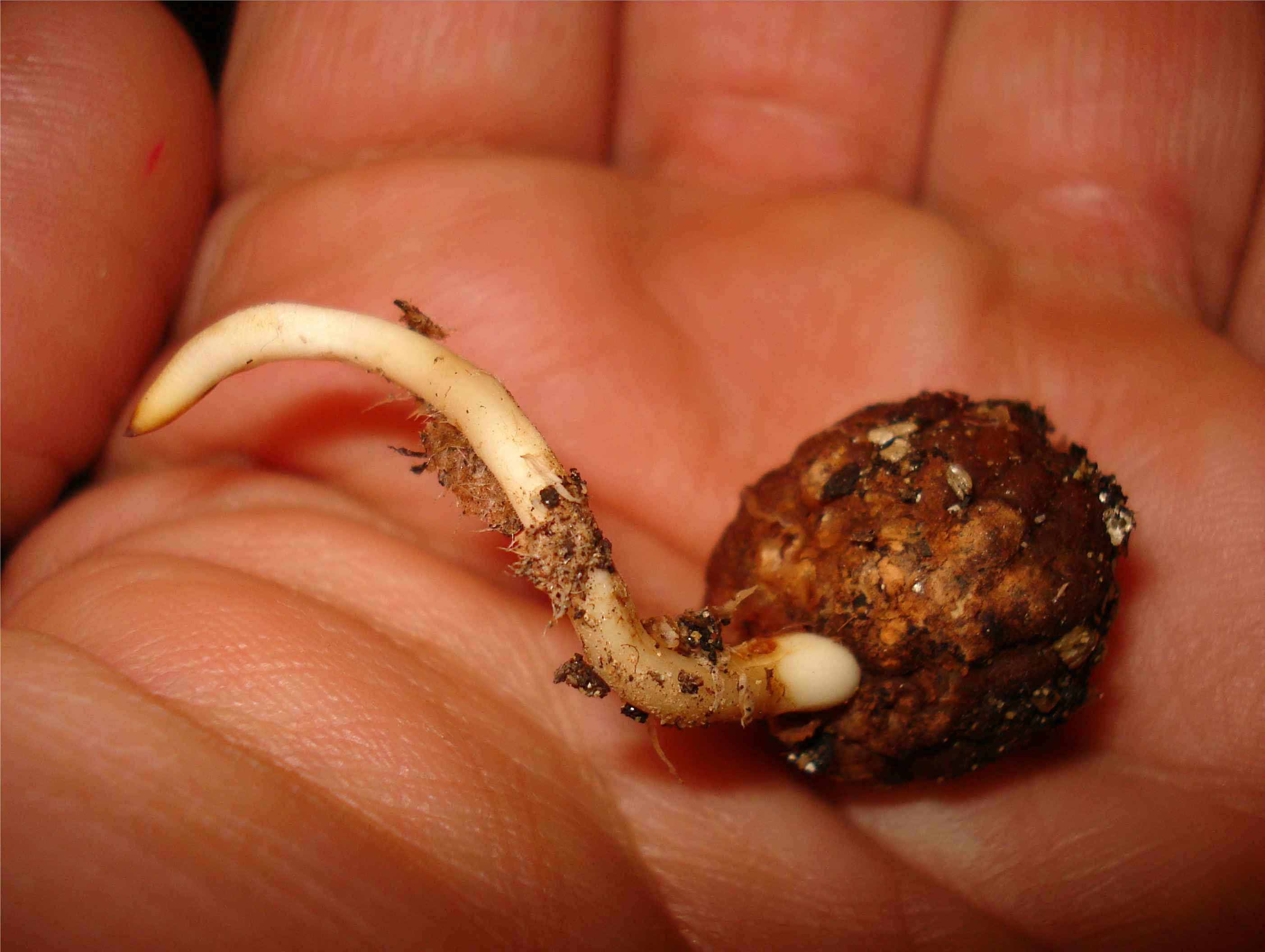
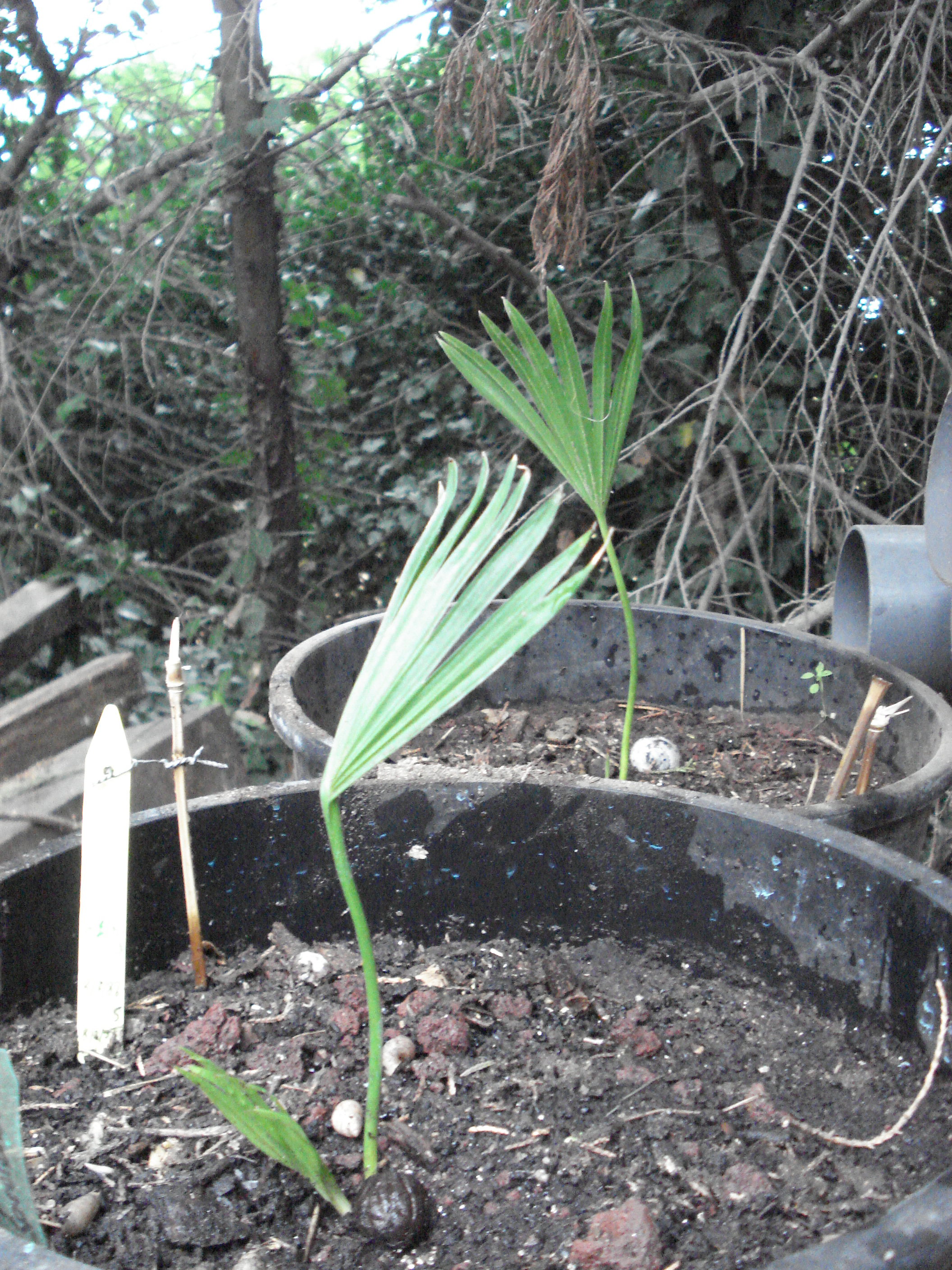